# یابوونگ
یابوونگ (به لاتین: Jabłoń) یک روستا در لهستان است که در گمینا یابوونگ واقع شده‌است. یابوونگ ۱٬۲۵۱ نفر جمعیت دارد.